# 占美清真寺
占美清真寺也译占美回教堂、嘉美回教堂等，是馬來西亞首都吉隆坡历史最悠久的清真寺。其坐落于敦霹雳路旁，同时也位于巴生河和鹅唛河的交汇处。在英治時期由公共事務調查局助理建築師亞瑟‧班尼生‧胡貝克設計，1909年落成啟用。在阿拉伯文中，“占美”（Jamek）的意思是穆斯林聚集以进行膜拜的地方。当地居民也将其称为“周五清真寺”
而占美清真寺也在2017年6月24日正式易名为苏丹阿都沙末占美清真寺（Masjid Jamek Sultan Abdul Samad）。而新名是以雪兰莪州第四任苏丹——苏丹阿都沙末的名字重新命名。苏丹在1857至1898年期间治理雪兰莪，而提议为清真寺改名是现任雪州苏丹沙拉弗丁殿下，因为该座清真寺的所在地原本隶属雪州。
由同一位建築師設計的蘇丹阿都沙末大廈位於清真寺西方不遠處、鵝唛河對岸。